# 이마이시 히로유키

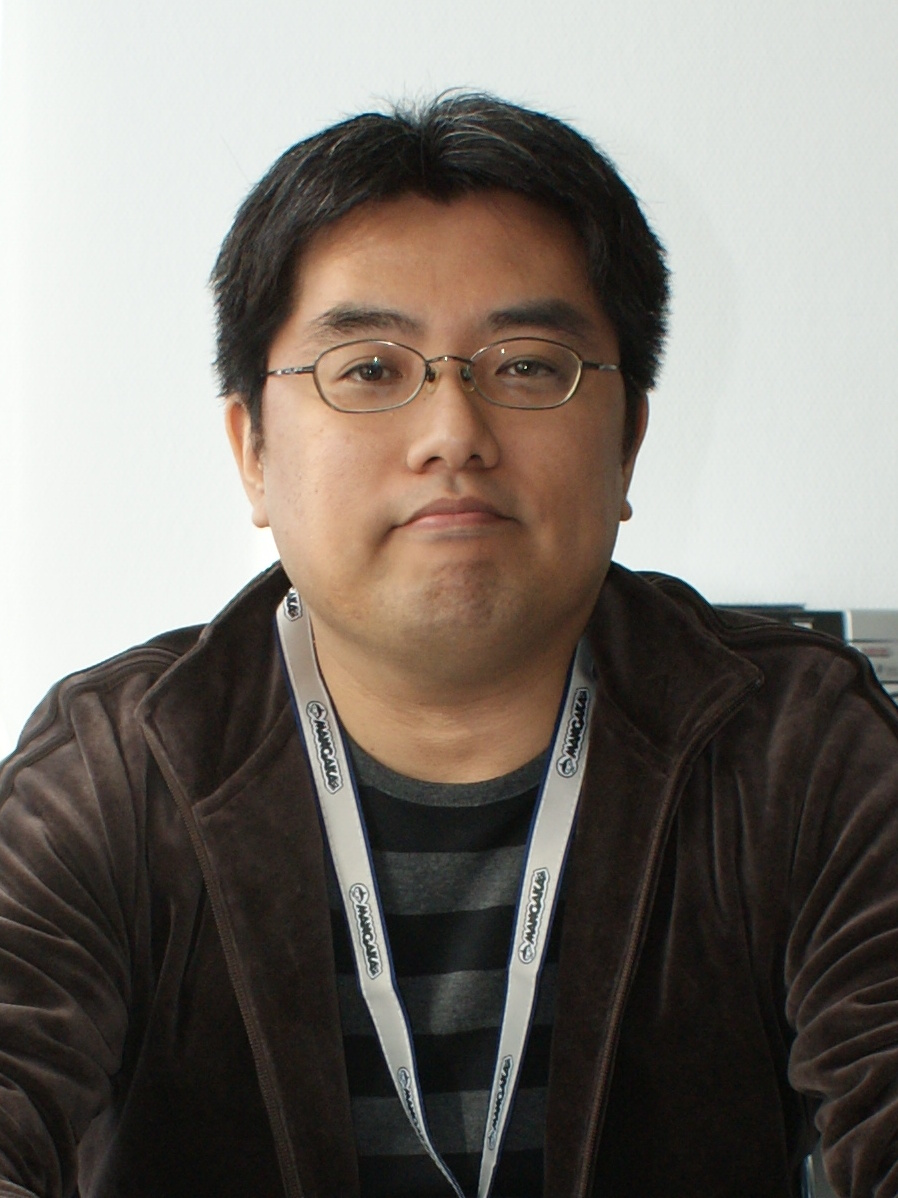

이마이시 히로유키(今石 洋之, 1971년 10월 4일 ~ )는 일본의 애니메이션 감독이자 애니메이터이자 트리거 (애니메이션 제작사)의 공동 창립자이다. 그의 스타일은 정교한 스토리보드와 펀치감 있는 연출이 결합된 빠르고 광란적인 애니메이션으로 특징지어진다. 트리거를 창립하기 전에는 가이낙스에서 애니메이터이자 디렉터로 일했다. 그의 가장 잘 알려진 작품으로는 천원돌파 그렌라간(2007), 팬티 & 스타킹 with 가터벨트(2010), 킬라킬(2013), 프로메어(2019), 사이버펑크: 엣지러너(2022) 등이 있다.

## 저명한 작품

### 감독
- 천원돌파 그렌라간
- 팬티 & 스타킹 with 가터벨트
- 킬라킬
- 일본 애니메(이터) 견본시
- 우주 패트롤 루루코
- 프로메어
- 스타워즈: 비전스
- 사이버펑크: 엣지러너
- 팬티 & 스타킹 with 가터벨트

### 기타
- 신세기 에반게리온
- 그 남자! 그 여자!
- 메다로트
- 프리크리
- 강철의 연금술사 (애니메이션)
- 남코 × 캡콤
- 레드라인 (영화)
- 블랙★록 슈터
- OK K.O.! 내일은 히어로
- BNA: Brand New Animal